# Budai Hengermalom
A Budai Hengermalom egy nagy múltú budapesti élelmiszeripari üzem, gőzmalom volt a Kelenföldi Erőműtől délre.

## Története
1909-ben vagy 1911-ben építették fel 10.000 m2 alapterületen Kelenföldön, a Duna parton. Egyike volt Budapest utolsó malmainak, elkészültét követően már csak egyetlen ilyen létesítmény épült, az Új Budapesti-malom (1915). Tervezője Varsányi Emil volt.
Az évtizedek során folyamatosan fejlesztették, 1928-tól pedig az Első Budapesti Gőzmalom Rt. üzemeltette. A Budai hengermalmot 1948-ban Budai Malom néven államosították Kelenföld, Albertfalva és Újbuda többi gyárával együtt. A rendszerváltás után Budai Malomipari Kft. néven privatizálták. Mivel adósságai folyamatosan emelkedtek, a 2005-ben beszüntette a termelést.
A gyárak nagy többségéhez hasonlóan a közúti kapcsolaton túl saját iparvágánya is volt az Andor utcai vontatóvágány és Kelenföld vasútállomás felé. Ezt 1997-ig használták, majd 2003-ban elbontották.
Azon kevés régi gőzmalom egyike, amelynek épületei napjainkban is láthatóak. A malom és tőle délre a 37 vasbeton hengert tartalmazó gabonasiló ipari műemléknek minősül, védelem alatt áll.
A városligeti Ajtósi Dürer sorról a Hengermalom út Lágymányosi-öböl felöli végére, az öböl partján üzemelt Rio II. nevű szórakozóhely épületébe 2021-ben költözött át a Dürer Kert. A Város és folyó egyesület 2025 májusában a malom épületeinek kulturális, könnyűzenei és közösségi rendezvények számára történő hasznosítását tűzte ki célul.

## Képtár

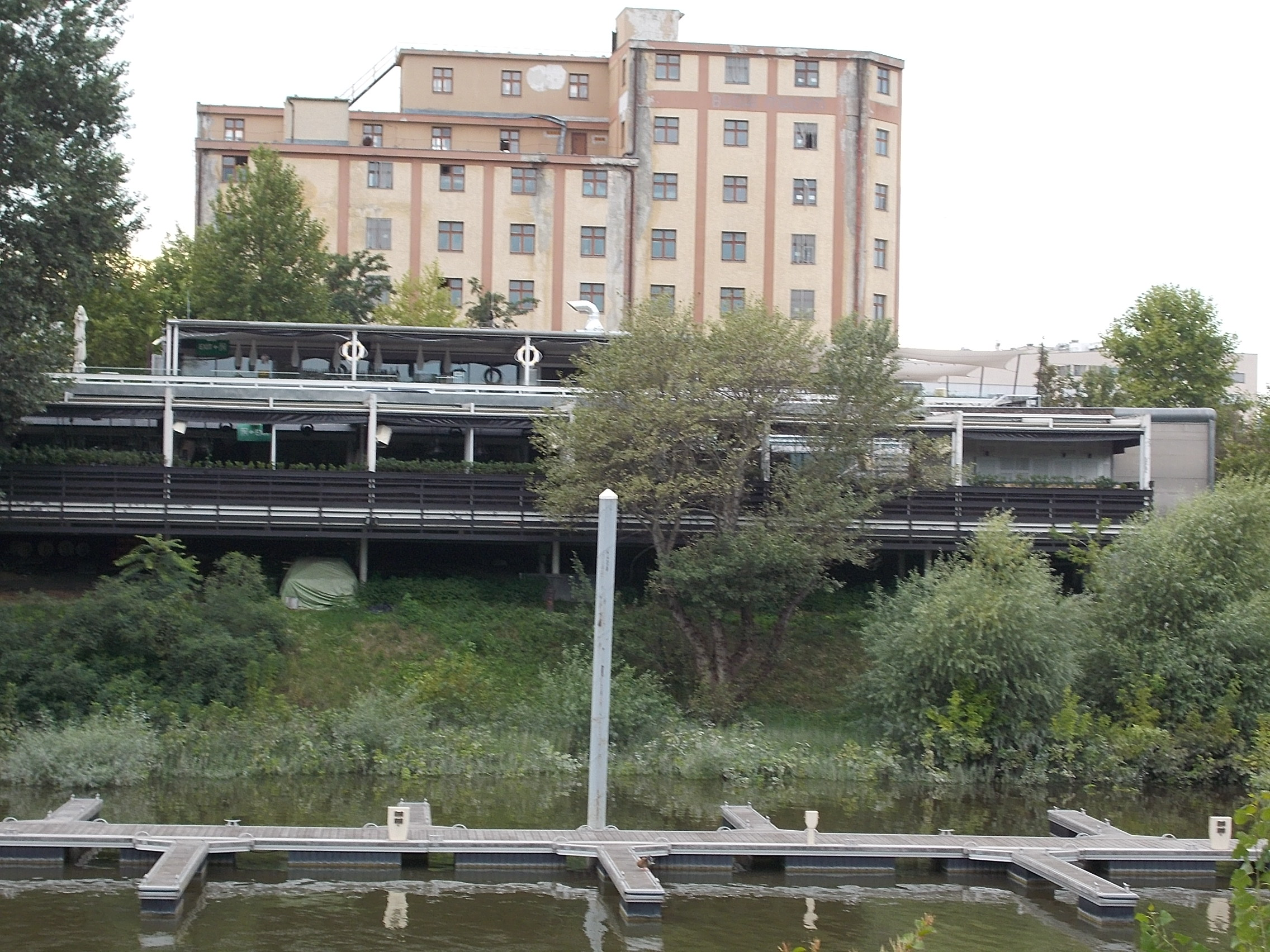
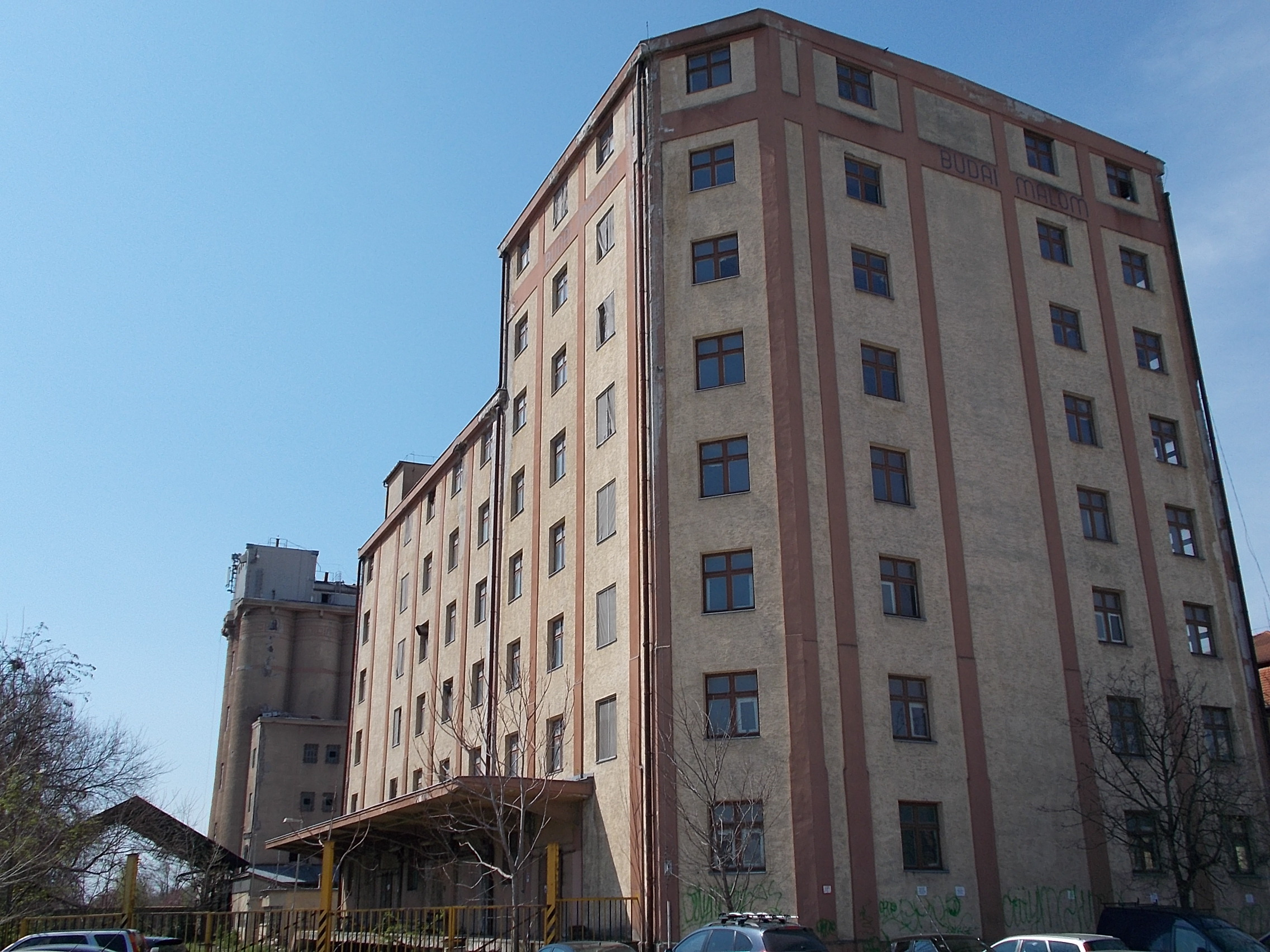
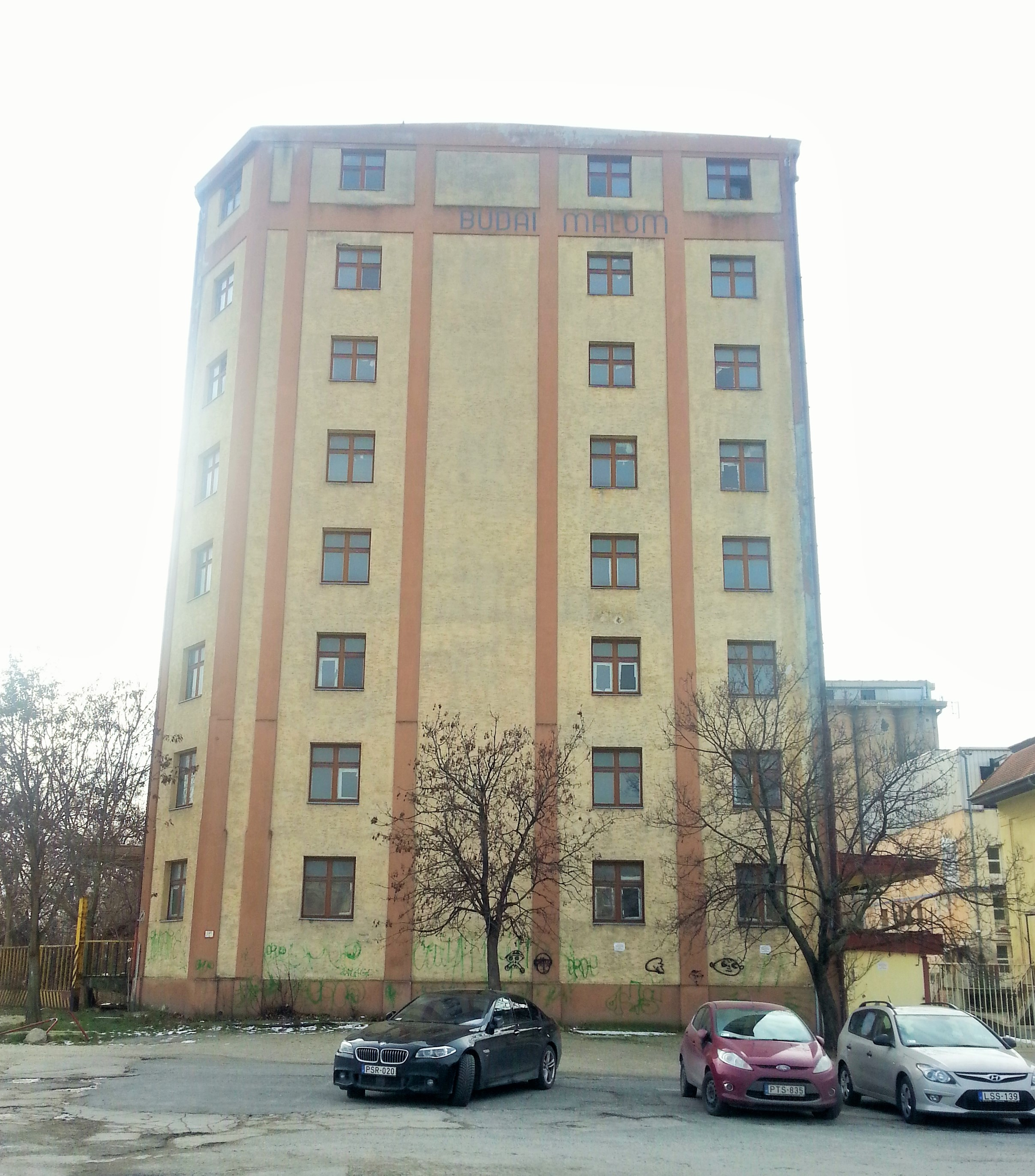
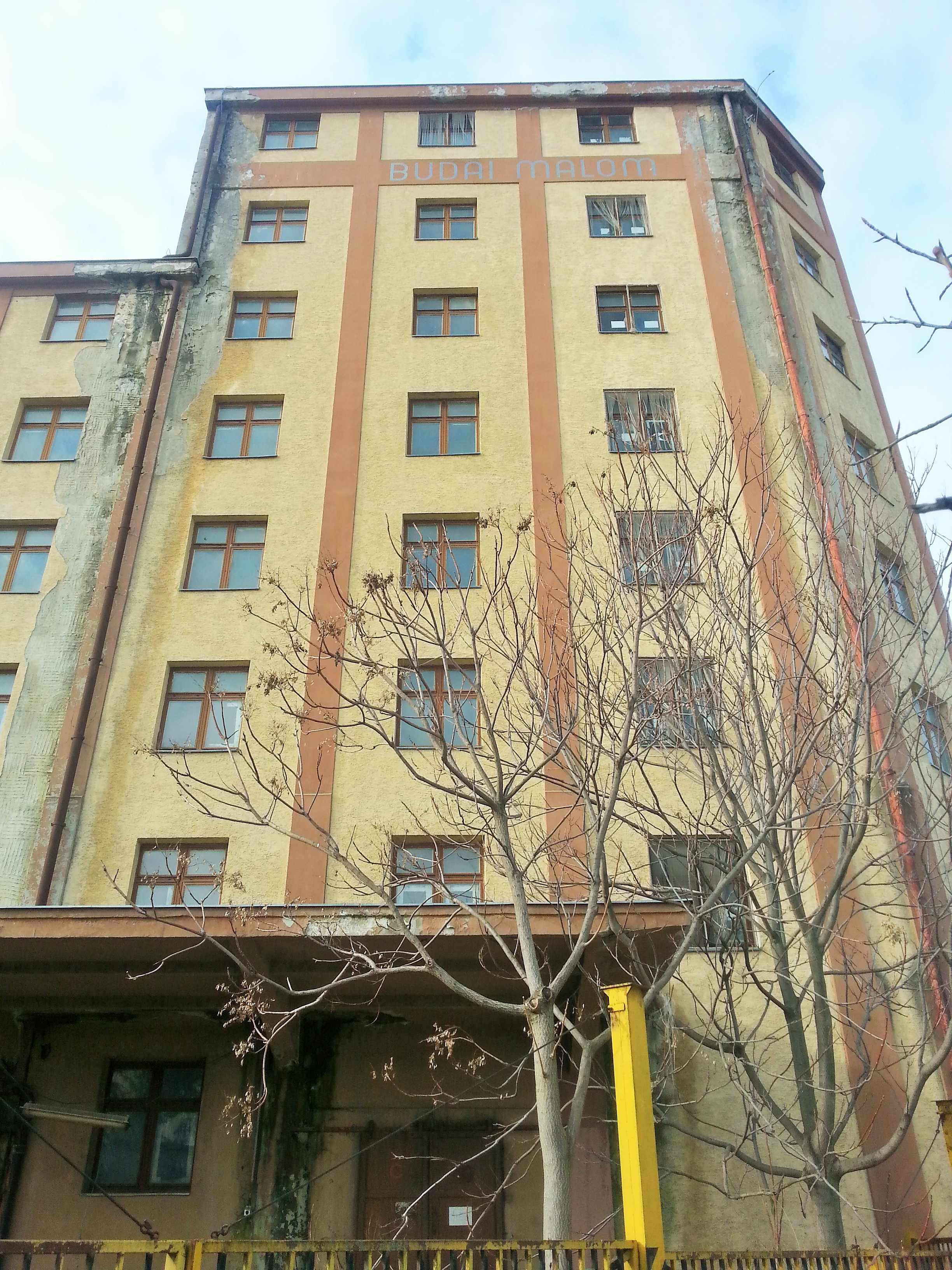
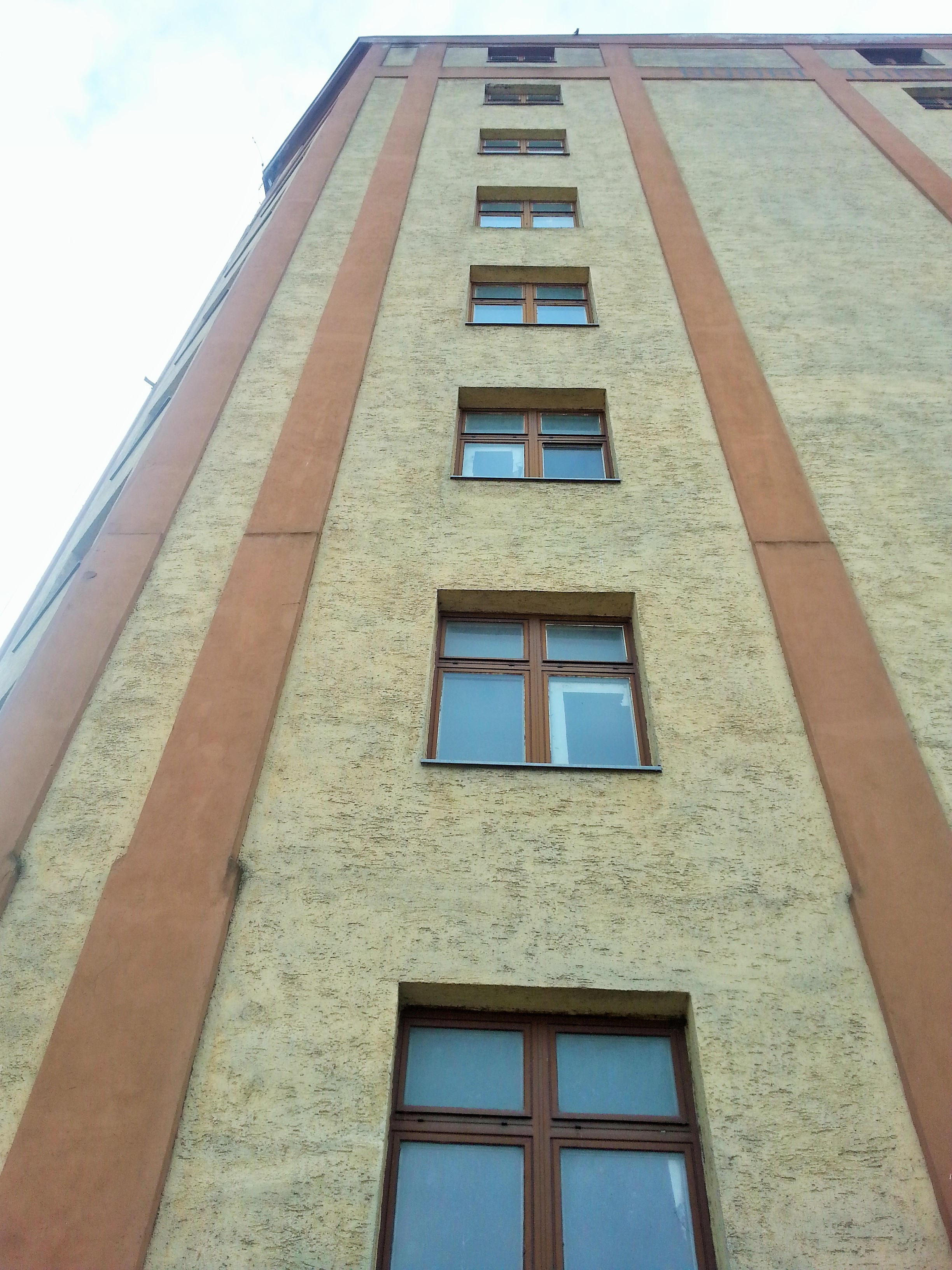
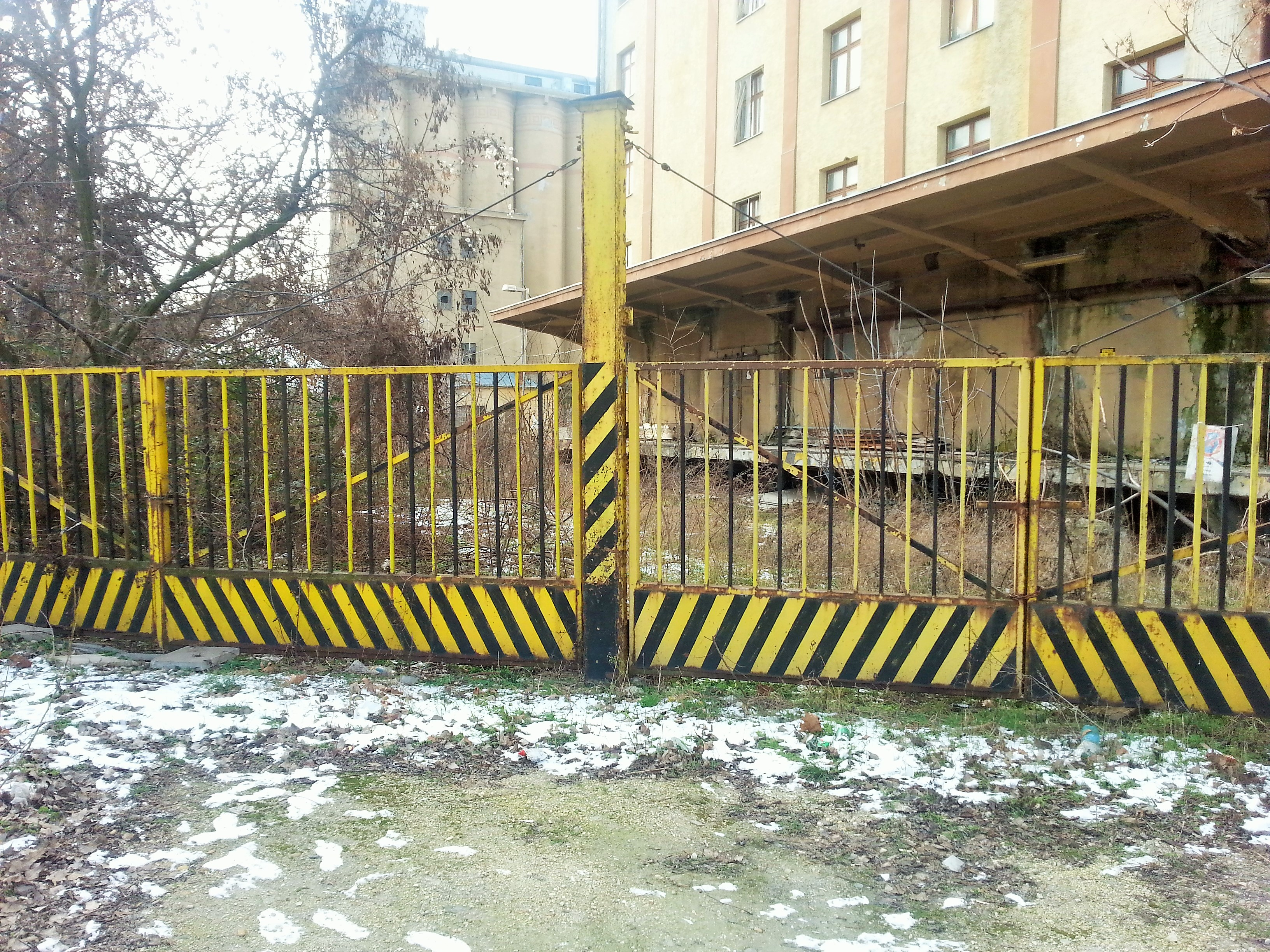
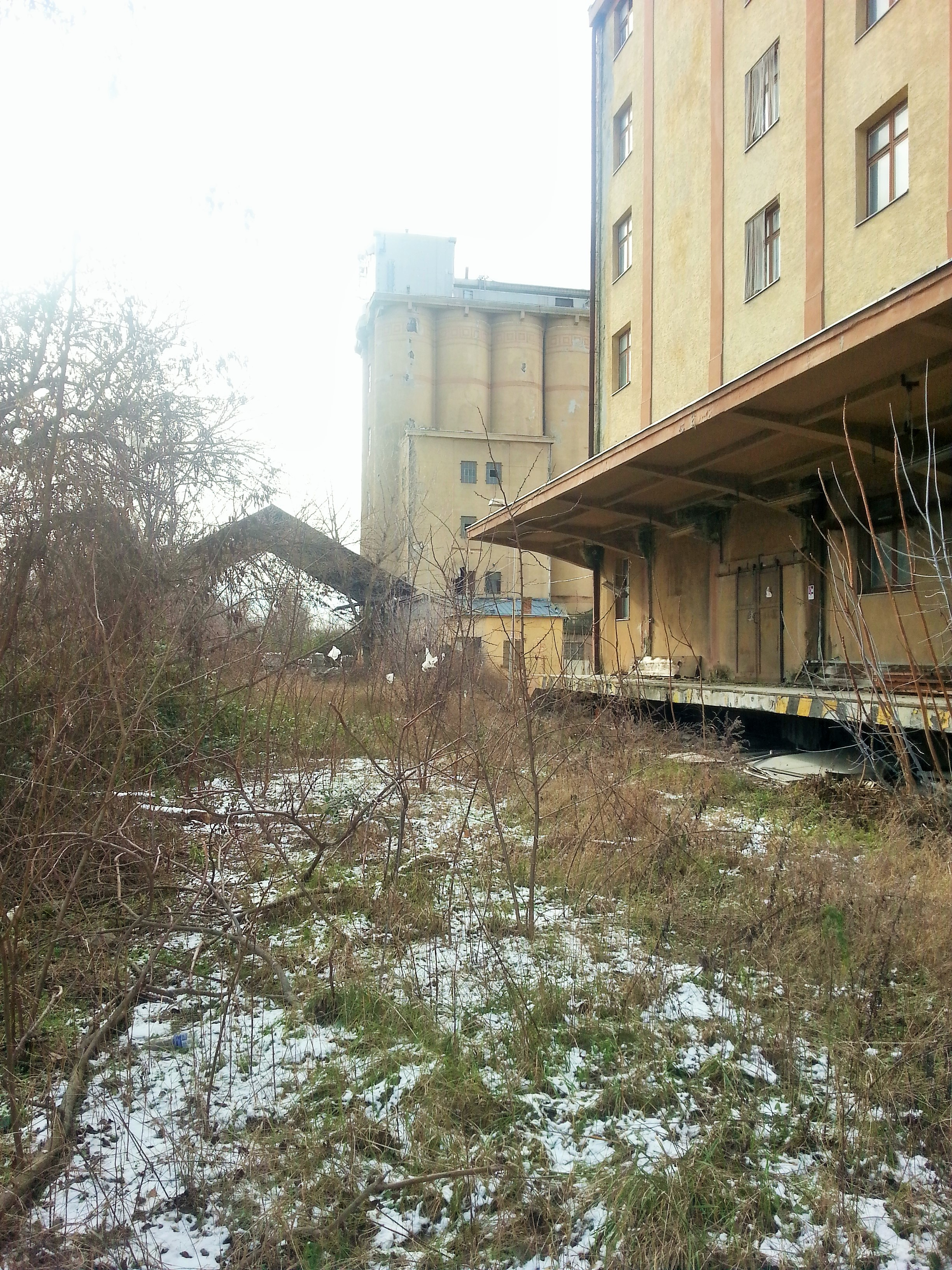
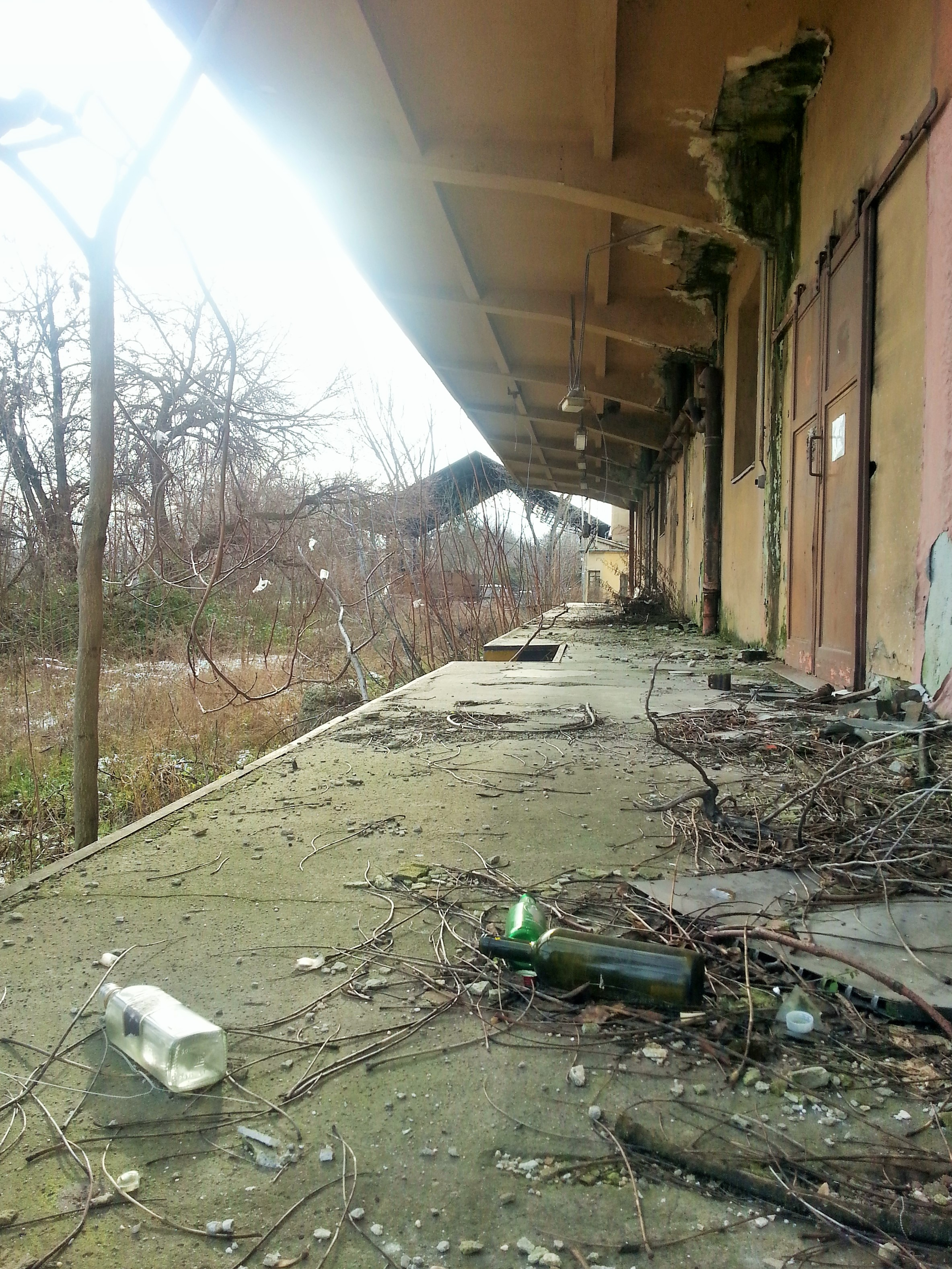
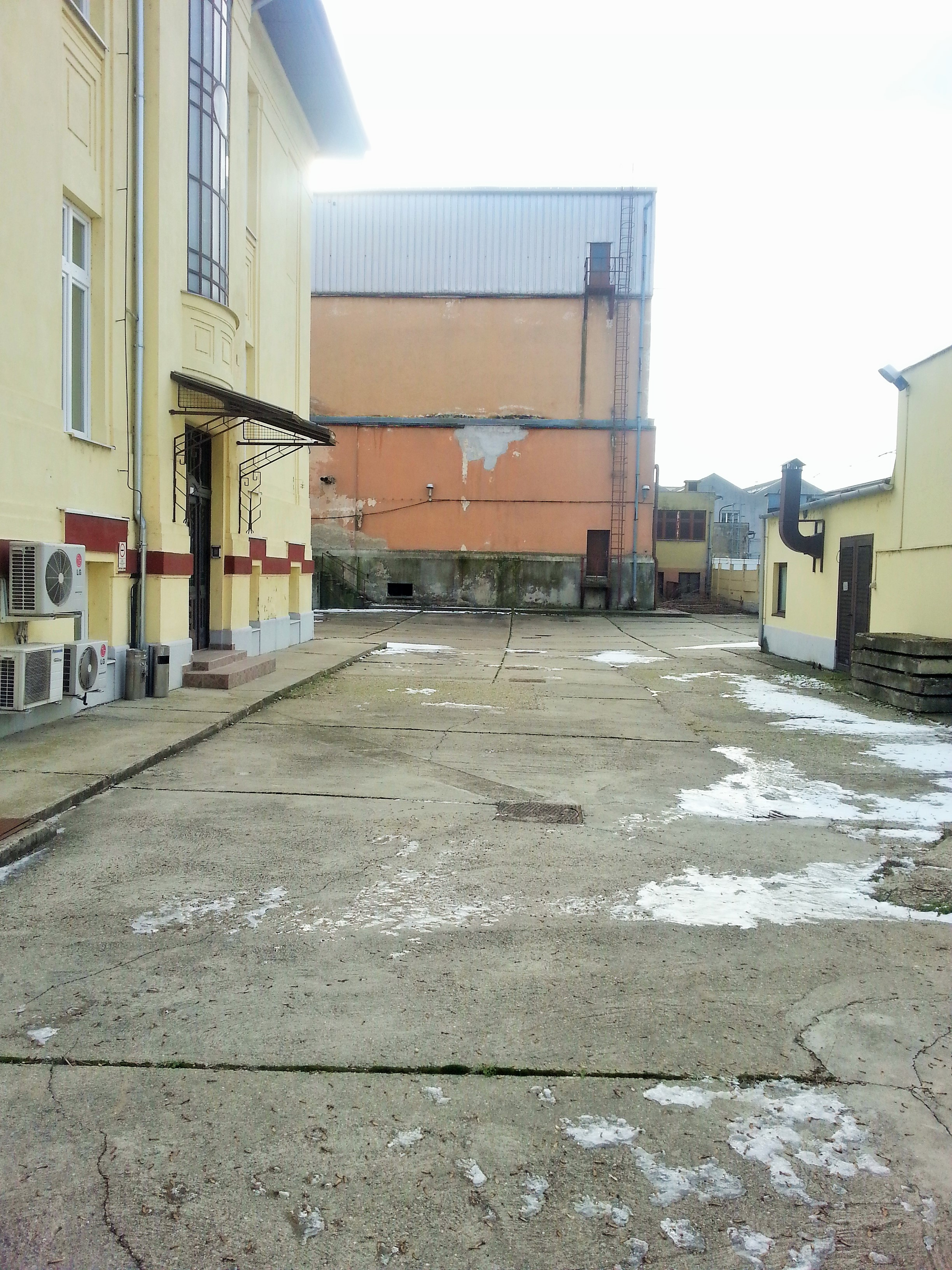
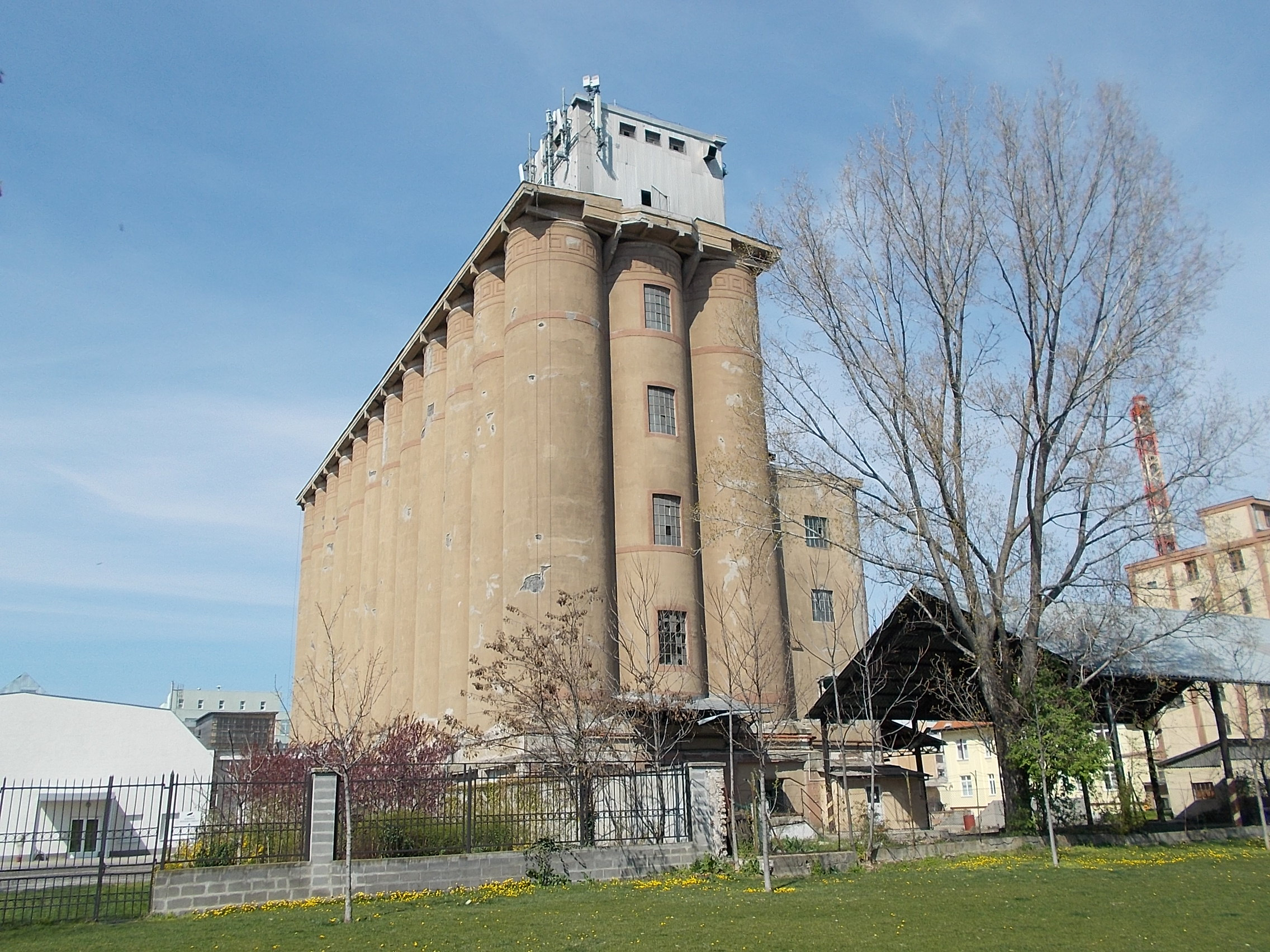
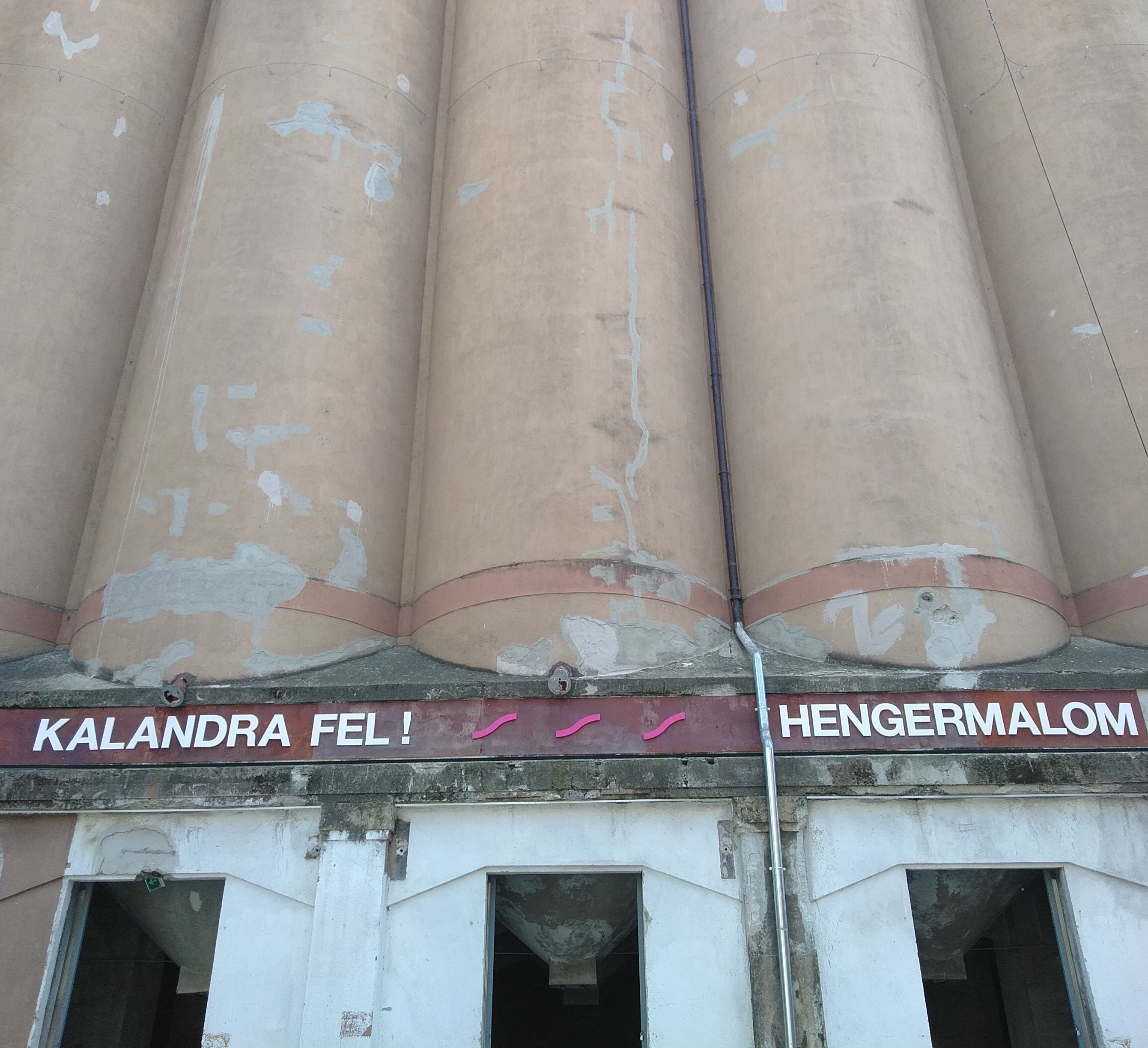
A gabonasiló bejárata